# Nöhagen
Nöhagen ist eine Ortschaft und eine Katastralgemeinde der Gemeinde Weinzierl am Walde im Bezirk Krems in Niederösterreich.

## Geografie
Das auf einem auslaufenden Höhenzug befindliche Dorf liegt südlich über der Krems und ist über die Landesstraßen L7040, L7061 und L7090 sowie zahlreiche Wanderwege erreichbar.

## Geschichte
In der Gudenushöhle unterhalb der Burg Hartenstein wurde im Jahr 1884 mit Grabungen begonnenen und mehrere Feuerstellen mit 10.000 Einzelobjekten aufgefunden. Dabei konnten zwei unterschiedlich alte Siedlunghorizonte festgestellt werden, eine untere Schicht aus einer Kaltzeit vor ca. 70.000 Jahren und eine obere Schicht aus der jüngeren Altsteinzeit (Magdalénien, ca. vor 20.000-10.000 Jahren). In der älteren Schicht waren frühesten Hinterlassenschaften der Neandertaler (Moustérien) feststellbar und in der jüngeren zahlreiche Artefakte wie eine Knochenpfeife.
Laut Adressbuch von Österreich waren im Jahr 1938 in der Ortsgemeinde Nöhagen ein Arzt, ein Bäcker, zwei Gastwirte, ein Gemischtwarenhändler, ein Schmied, zwei Schneiderinnen, drei Schuster, zwei Tischler, ein Wagner und mehrere Landwirte ansässig.

## Öffentliche Einrichtungen
In Nöhagen befindet sich ein Kindergarten.

## Sehenswürdigkeiten
- Burg Hartenstein